# Gefell (Rhénanie-Palatinat)
Pour la ville de Thuringe, voir Gefell.
Gefell est une municipalité du Verbandsgemeinde Daun, dans l'arrondissement de Vulkaneifel, en Rhénanie-Palatinat, dans l'ouest de l'Allemagne.